# فرودگاه اورگن اسکای رنچ
فرودگاه اورگن اسکای رنچ (به انگلیسی: Oregon Sky Ranch Airport) یک فرودگاه خصوصی است که یک باند فرود چمن دارد و طول باند آن ۶۶۲ متر است. این فرودگاه در کشور ایالات متحده آمریکا قرار دارد و در ارتفاع ۴۱۳ متری از سطح دریا واقع شده است.